# Gastrochilus carnosus
Gastrochilus carnosus är en orkidéart som beskrevs av Zhan Huo Tsi. Gastrochilus carnosus ingår i släktet Gastrochilus och familjen orkidéer.
Artens utbredningsområde är Assam (Indien). Inga underarter finns listade i Catalogue of Life.